# استيبان سانشيز
استيبان سانشيز (بالإسبانية: Esteban Sánchez Herrero)‏ هو عازف بيانو إسباني، ولد في 26 أبريل 1934 في أوريلانا لا فايجا في إسبانيا، وتوفي بنفس المكان في 3 فبراير 1997.

## وصلات خارجية
- استيبان سانشيز على موقع ميوزك برينز (الإنجليزية)
- استيبان سانشيز على موقع ديسكوغز (الإنجليزية)